# 狩衣

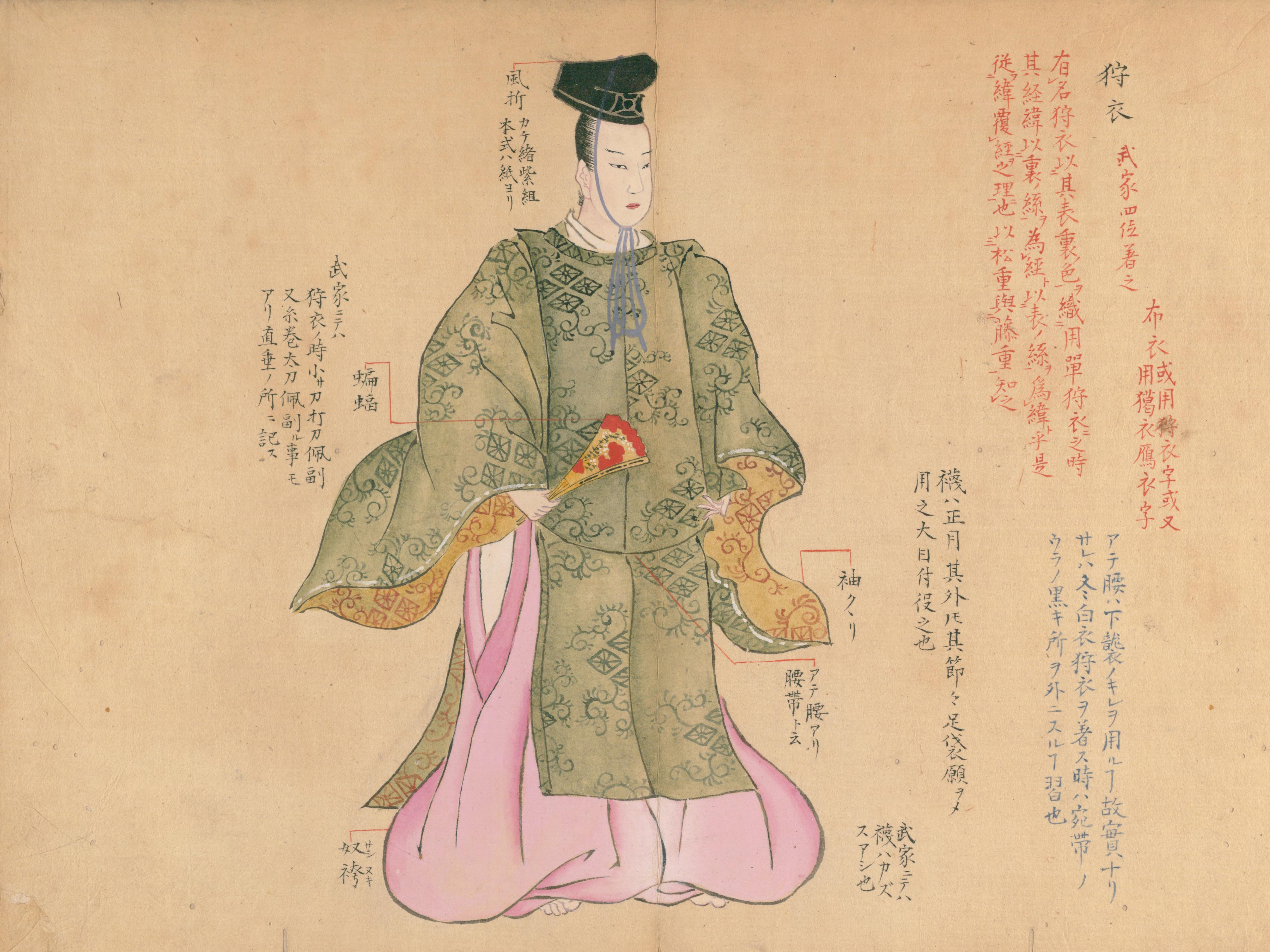
狩衣

狩衣是日本平安時代為公家的便衣，也是武家的禮服。狩衣本來是在打獵時所穿的運動服裝，袖子跟衣服的本體並沒有完全的縫合，就是為了方便運動用。而且，狩衣的著裝方式，也較其他的服裝要簡單。狩衣在到了鎌倉時代，為祭典中神職穿著的服裝。
在現代日本、狩衣是相撲比賽裁判行司的正式服飾。

## 圖例

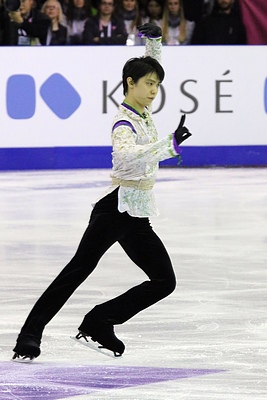
羽生結弦在2015年国际滑冰联盟花样滑冰大奖赛总决赛上，穿著的狩衣是改製自電影《陰陽師》安倍晴明所穿的狩衣
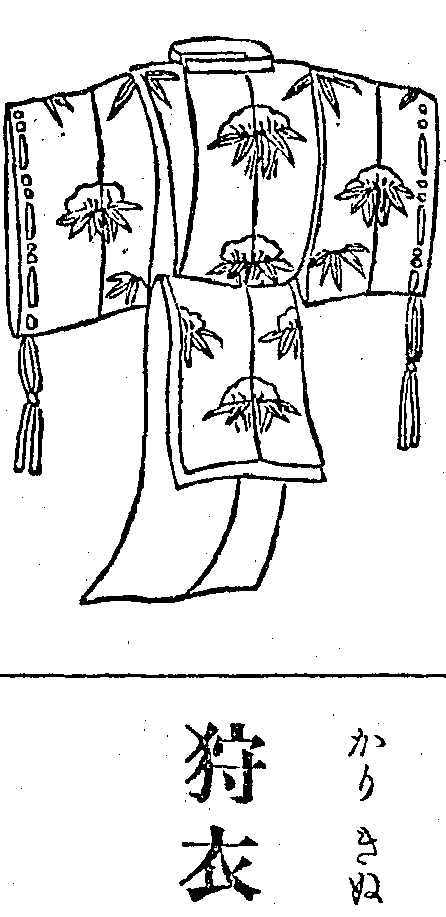
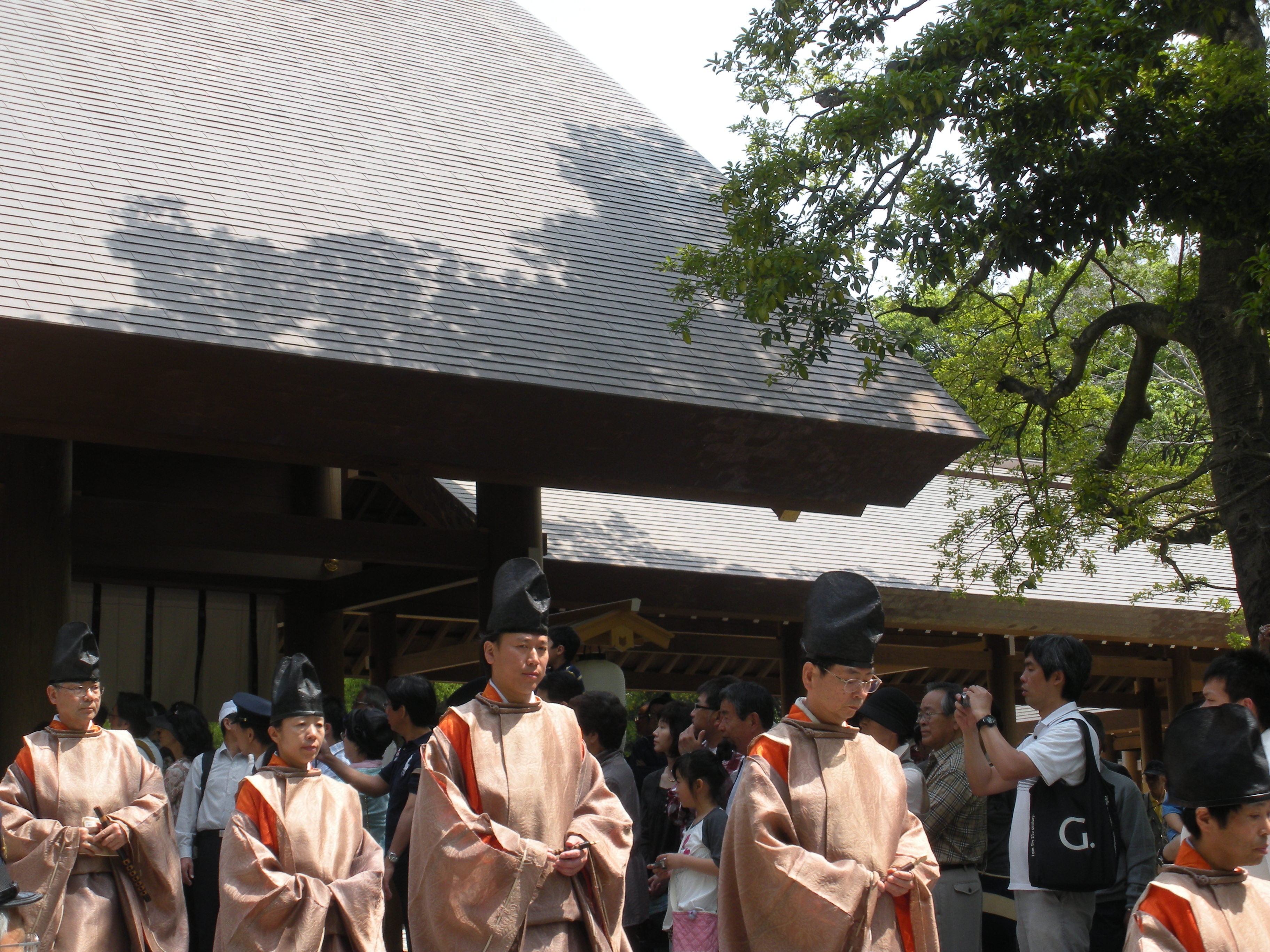
攝於熱田神宮
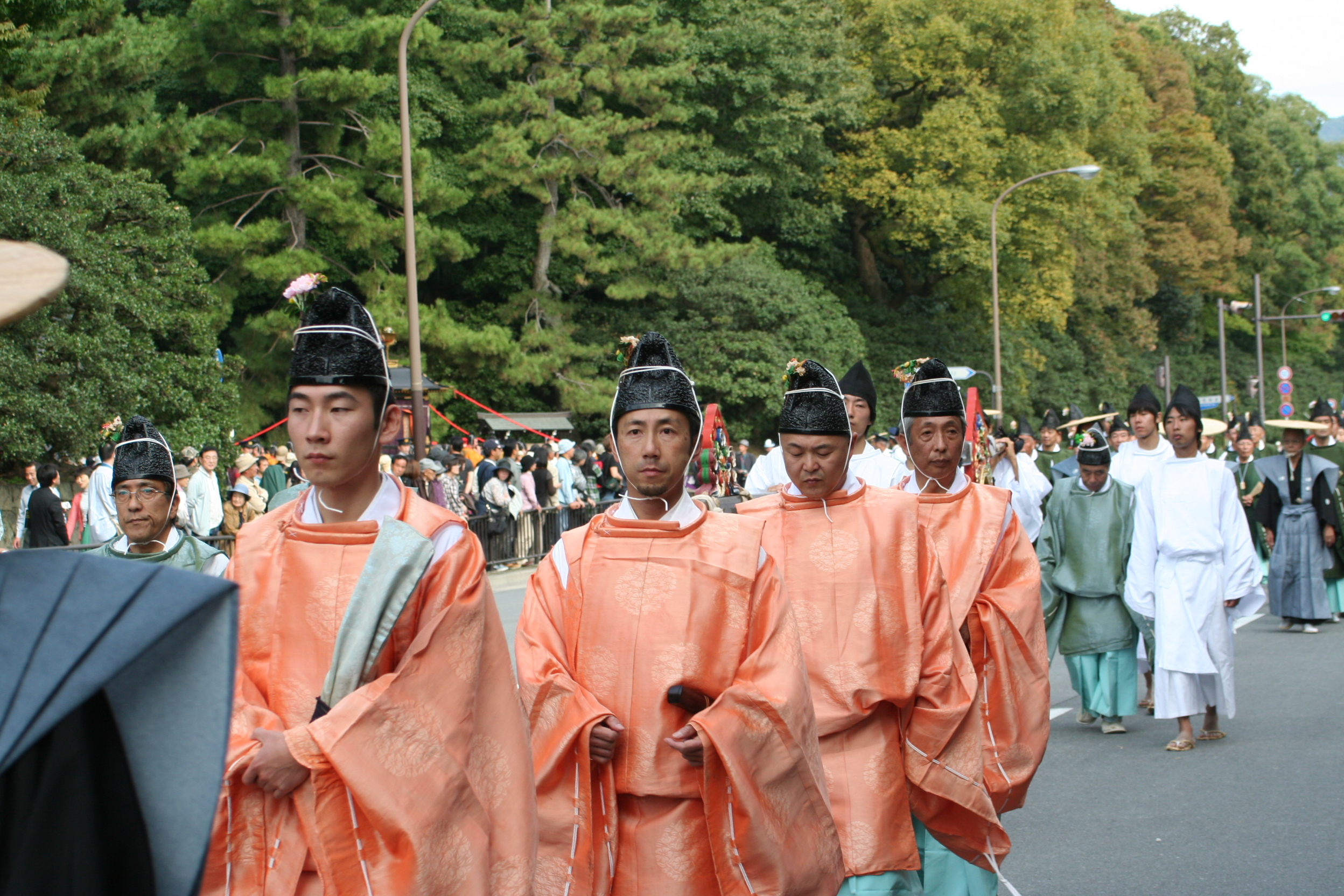
京都市時代祭